# Coupe du Cameroun de football
La Coupe du Cameroun de football est une compétition de football à élimination directe créée en 1941 opposant des clubs camerounais.

## Histoire
La Coupe du Cameroun de football est une compétition de football annuelle. Sa finale se tient en Novembre. Elle oppose plusieurs clubs camerounais des divisions d'élite, régionale et départementale. Le premier vainqueur après l'indépendance fut Parthenay Lion Yaoundé, en 1960. Canon Sportif de Yaoundé demeure le plus titré avec 11 coupes.

## Palmarès
| Année | Vainqueur               | Résultat          | Finaliste                |
| ----- | ----------------------- | ----------------- | ------------------------ |
| 1941  | Caïman de Douala        | 6-0               | Mikado ASTP              |
| 1942  | Caïman de Douala        | 3-1               | Léopards Douala          |
| 1943  | Caïman de Douala        |                   | ?                        |
| 1954  | Jeunesse Bamiléké       |                   | ?                        |
| 1956  | Oryx Douala             | 6-0               | Léopards Douala          |
| 1957  | Canon Yaoundé           | 1-0               | Léopards Douala          |
| 1958  | Tonnerre Yaoundé        | 3-1               | Aigle royal de La Menoua |
| 1959  | Caïman de Douala        | 3-1               | Vent Sportif (Douala)    |
| 1960  | Parthenay Lion Yaoundé  | 2-1               | Canon Yaoundé            |
| 1961  | Union Douala            | 4-0               | Union Yaoundé            |
| 1962  | Lion Yaoundé            | 4-3               | Union Douala             |
| 1963  | Oryx Douala             | 2-1 (a.p.)        | Tonnerre Yaoundé         |
| 1964  | Diamant Yaoundé         | 3-0               | P & T Social Club (Buéa) |
| 1965  | Lion Yaoundé            | 4-1               | CDC Victoria United      |
| 1966  | Lion Yaoundé            | 3-1               | CAMBANK (Yaoundé)        |
| 1967  | Canon Yaoundé           | 1-0               | PWD Bamenda              |
| 1968  | Oryx Douala             | 2-1               | Prison Buéa              |
| 1969  | Union Douala            | 2-0               | Oryx Douala              |
| 1970  | Oryx Douala             | 2-0               | Aigle Nkongsamba         |
| 1971  | Diamant Yaoundé         | 3-2               | Caïman de Douala         |
| 1972  | Diamant Yaoundé         | 3-2               | Caïman de Douala         |
| 1973  | Canon Yaoundé           | 5-2               | Diamant Yaoundé          |
| 1974  | Tonnerre Yaoundé        | 1-0               | Canon Yaoundé            |
| 1975  | Canon Yaoundé           | 2-1               | Aigle Nkongsamba         |
| 1976  | Canon Yaoundé           | 2-0               | Racing Bafoussam         |
| 1977  | Canon Yaoundé           | 1-0               | Caïman de Douala         |
| 1978  | Canon Yaoundé           | 4-3               | Union Douala             |
| 1979  | Dynamo Douala           | 3-1               | PWD Bamenda              |
| 1980  | Union Douala            | 2-1               | Canon Yaoundé            |
| 1981  | Dynamo Douala           | 2-0               | Union Douala             |
| 1982  | Dragon Club de Yaoundé  | 4-1 (a.p.)        | Dihep Nkam (Yabassi)     |
| 1983  | Canon Yaoundé           | 3-2               | Union Douala             |
| 1984  | Dihep Nkam Yabissi      | 1-0               | Union Douala             |
| 1985  | Union Douala            | 2-0               | Canon Yaoundé            |
| 1986  | Canon Yaoundé           | 1-0               | FC Rail Douala           |
| 1987  | Tonnerre Yaoundé        | 4-2               | Diamant Yaoundé          |
| 1988  | Panthère du Ndé         | 1-0               | Racing Bafoussam         |
| 1989  | Tonnerre Yaoundé        | 1-0               | Diamant Yaoundé          |
| 1990  | Prévoyance Yaoundé      | 1-1 (6-5 aux tab) | Tonnerre Yaoundé         |
| 1991  | Tonnerre Yaoundé        | 1-0               | Racing Bafoussam         |
| 1992  | Olympique Mvolyé        | 1-0               | Diamant Yaoundé          |
| 1993  | Canon Yaoundé           | 2-0               | Léopards Douala          |
| 1994  | Olympique Mvolyé        | 1-0               | Tonnerre Yaoundé         |
| 1995  | Canon Yaoundé           | 1-0               | Océan Kribi              |
| 1996  | Racing Bafoussam        | 1-0               | Stade Bandjoun           |
| 1997  | Union Douala            | 2-1               | Port FC (Douala)         |
| 1998  | Dynamo Douala           | 1-0               | Canon Yaoundé            |
| 1999  | Canon Yaoundé           | 2-1               | Cotonsport Garoua        |
| 2000  | Kumbo Strikers          | 1-0               | Unisport Bafang          |
| 2001  | Fovu Baham              | 3-2               | Cintra Yaoundé           |
| 2002  | Mount Cameroun          | 2-1               | Sable Batié              |
| 2003  | Cotonsport Garoua       | 2-1               | Sable Batié              |
| 2004  | Cotonsport Garoua       | 1-0               | Union Douala             |
| 2005  | Impôts FC               | 1-0               | Unisport Bafang          |
| 2006  | Union Douala            | 1-0               | Fovu Baham               |
| 2007  | Cotonsport Garoua       | 1-0               | Astres FC                |
| 2008  | Cotonsport Garoua       | 4-2               | Aigle royal de La Menoua |
| 2009  | Panthère du Ndé         | 3-2               | Astres FC                |
| 2010  | Fovu Baham              | 2-1               | Astres FC                |
| 2011  | Coton Sport de Garoua   | 0-0 ; 3-0tab      | Unisport Bafang          |
| 2012  | Unisport du Haut Nkam   | 2-0               | New Stars de Douala      |
| 2013  | Yong Sport Academy      | 0-0 ; 4-1tab      | Canon Yaoundé            |
| 2014  | Coton Sport FC          | 2 - 0             | Panthère du Ndé          |
| 2015  | UMS de Loum             | 2 - 0             | Panthère du Ndé          |
| 2016  | APEJES de Mfou          | 2 - 0             | Bamboutos de Mbouda      |
| 2017  | New Stars Football Club | 1 - 0             | UMS Loum                 |
| 2018  | Eding Sport             | 1- 0              | Lion Blessé FC           |
| 2019  | Stade Renard de Melong  | 3 - 2             | FAP Yaoundé              |
| 2021  | PWD Social Club Bamenda | 1 - 0             | Astres de Douala         |
| 2022  | Coton Sport de Garoua   | 1 - 0             | Bamboutos de Mbouda      |
| 2023  | Fovu Baham              | 2-0               | PWD Social Club Bamenda  |
| 2024  | Colombe du Dja et Lobo  | 1-0               | Aigle royal de la Menoua |

## Bilan
| Club                    | Titres |
| ----------------------- | ------ |
| Canon Yaoundé           | 11     |
| Coton Sport de Garoua   | 7      |
| Union Douala            | 6      |
| Lion Yaoundé            | 4      |
| Tonnerre Yaoundé        | 4      |
| Caïman Douala           | 4      |
| Oryx Douala             | 3      |
| Diamant Yaoundé         | 3      |
| Dynamo Douala           | 3      |
| Fovu Baham              | 2      |
| Olympic Mvolyé          | 2      |
| Panthère de Bangangté   | 2      |
| Colombe du Dja et Lobo  | 1      |
| UMS de Loum             | 1      |
| Dragon Club de Yaoundé  | 1      |
| Dihep Nkam              | 1      |
| Prévoyance Yaoundé      | 1      |
| Racing FC Bafoussam     | 1      |
| Kumbo Strikers          | 1      |
| Mount Cameroon FC       | 1      |
| Impôts FC               | 1      |
| Unisport du Haut-Nkam   | 1      |
| Yong Sport Academy      | 1      |
| New Stars Football Club | 1      |
| Eding Sport             | 1      |
| Stade Renard de Melong  | 1      |